# Californication (Fernsehserie)
Californication ist eine US-amerikanische Fernsehserie von Tom Kapinos, die von 2007 bis 2014 vom Pay-TV-Sender Showtime produziert wurde. Die Hauptrolle spielt David Duchovny. Die Serie ist eine schwarzhumorige Persiflage auf das „Haifischbecken Hollywood“, die dem Zuschauer die „ungeschminkte Seite“ von Los Angeles näherbringen soll. Themen wie Sexualität und Promiskuität spielen darin eine ebenso große Rolle wie missbräuchlicher Konsum von Alkohol und anderen Drogen.
Mit der siebten Staffel wurde die Serie im Juni 2014 beendet.

## Handlung

### Erste Staffel
Californication handelt vom erfolgreichen, aber unproduktiven Schriftsteller Hank Moody, der seit einiger Zeit in Los Angeles lebt. Er wurde vor Beginn der Serienhandlung durch die Verfilmung seines Buchs „Gott hasst uns alle“ bekannt. Hank selbst hält nicht viel von diesem Film, da sein Werk zu einer Hollywood-Schmonzette mit dem Titel Eine verrückte Nebensache namens Liebe uminterpretiert wurde. Aus Rache schläft Hank mit der Frau des Regisseurs Todd Carr, die in der ersten Episode von seiner Tochter Becca im Schlafzimmer aufgefunden wird. Obwohl Hank ständig wechselnde Partnerinnen hat, trauert er der gescheiterten Beziehung zu Karen, der Mutter ihrer gemeinsamen 12-jährigen Tochter Becca, nach. Karen dagegen ist an einer Beziehung mit Hank scheinbar nicht mehr interessiert und bereitet während der ersten Staffel die Heirat mit dem Verleger Bill Lewis vor. Währenddessen nimmt Hank einen Blogger-Job beim Hell-A Magazine an, nicht ahnend, dass Bill der Verleger der Zeitschrift ist. Zudem lernt Hank in einer Buchhandlung die laszive 16-jährige Mia kennen und hat mit ihr einen One-Night-Stand, ohne zu wissen, dass sie noch minderjährig und Bills Tochter ist.
Wiederkehrende Hauptthemen der ersten Staffel sind die Beziehungen der genannten Personen untereinander sowie Hanks ausschweifende Erfahrungen mit wechselnden Sexualpartnerinnen, Alkohol und anderen Drogen. Regelmäßig wird außerdem Hanks Agent Charlie Runkle, dessen Ehefrau Marcy sowie beider Beziehung zu Charlies Sekretärin Dani thematisiert, die sadomasochistische Elemente aufgreift.
Gegen Ende der ersten Staffel stirbt Hanks Vater, was ihn seelisch sehr trifft. Karen schläft mit Hank, scheinbar um ihn zu trösten, jedoch lässt sich erahnen, dass sie ihn immer noch liebt. Er reist jedoch kurz darauf für einige Zeit in seine Heimatstadt New York, um an der Beerdigung seines Vaters teilzunehmen. Nach einem Monat kehrt er mit der erfreulichen Nachricht zurück nach Los Angeles, einen Entwurf für ein neues Buch geschrieben zu haben. Das Werk mit dem Arbeitstitel „Ficken und Schläge“ (Fucking and Punching) enthält unter anderem das kurze Verhältnis von Hank und Mia. Kurz darauf entwendet Mia den Entwurf und versucht, eine leicht geänderte Fassung als ihr eigenes Werk auszugeben. Hank muss dem tatenlos zusehen, da ihn Mia damit erpresst, Sex mit einer Minderjährigen gehabt zu haben. Kurze Zeit später kann sie tatsächlich Verleger für sich begeistern. Bill bangt jedoch um seinen Ruf und verbietet seiner Tochter zunächst die Veröffentlichung unter ihrem Namen.
In der letzten Episode erfolgt die Trauung von Karen und Bill. Obwohl Hank Karen immer noch liebt, interveniert er während der Trauung nicht. Stattdessen ist es die betrunkene Mia, die behauptet, Karen würde ihren Vater nicht lieben. Dies tut sie besonders aus Frust darüber, dass ihr Vater „ihr“ freizügiges Werk nicht veröffentlichen möchte. Im Zuge ihres Auftritts verkündet sie auch, dass sie mit Hank geschlafen habe, nimmt dies jedoch später als Scherz zurück. Der Vater, der schon etwas geahnt hatte, glaubt ihr erleichtert und erlaubt die Veröffentlichung. Mia bezeichnet Hank und sie später als „quitt“, weil sie die Tatsache, dass die beiden Sex hatten, nun gewissermaßen aus der Welt geschafft habe und sie nun sein Buch unter ihrem Namen veröffentlichen würde. Als Hank nach der Hochzeitsfeier mit seiner Tochter nach Hause fahren will, springt jedoch überraschend Karen im Hochzeitskleid in sein Porsche 911 Cabrio, während Bill versucht, sie einzuholen.

### Zweite Staffel
Hank und Karen sind wieder zusammengezogen und leben mit Becca gemeinsam als „richtige“ Familie. Hank lässt sich sterilisieren, um nicht mehr auf Kondome angewiesen zu sein. Kurz darauf hat er auf einer Party in einem dunklen Raum versehentlich Oralverkehr mit einer Unbekannten, die er für Karen hält. Karen verzeiht ihm diesen Zwischenfall zunächst. Auf der Rückfahrt von der Feier geraten Karen und Hank in eine Polizeikontrolle. Es kommt zu einem Streit, wobei Hank vom Polizisten niedergeschlagen und festgenommen wird. Im Gefängnis trifft Hank auf Lew Ashby, einen Musikproduzenten und Veranstalter besagter Party. Lew bittet Hank seine Biografie zu schreiben und zahlt sogar die Kaution für Hank. Dieser willigt ein und verbringt die folgenden Tage in Lews Haus. Dort trifft er die Prostituierte Trixie aus der ersten Staffel (Folge 8) wieder. Im folgenden Wortgefecht versucht Trixie Lew und Hank zu einer Wette zu drängen, wer von den beiden besser im Bett sei. Sie selbst stellt sich als Testerin zur Verfügung. Währenddessen taucht Karen vor Lew Ashbys Villa auf. Nachdem sie von der Wette erfährt, wird sie wütend auf Hank.
Nach der Versöhnung am Morgen macht Hank Karen einen Heiratsantrag. Später am Tage hat die Familie einige Gäste zum Essen eingeladen. Unter den Gästen ist auch Sonja, eine ehemalige Affäre von Hank. Die Dinnerparty gerät zum Fiasko, als Mia den Verdacht äußert, Hank könne der Vater von Sonjas ungeborenem Kind sein, was diese bestätigt. Charlie, Marcy, Lew und dessen Geliebte Destiny (mit der Hank zu Anfang der Staffel Oralverkehr hatte) koksen in Beccas Zimmer. Als Hank ihnen das Kokain wegnimmt und in der Toilette entsorgen will, wird er zudem von Karen erwischt. In der Folge weist Karen Hanks Antrag ab. Daraufhin fällt Hank wieder in seine gewohnte Lebensart zurück. Er zieht vorübergehend in Lews Villa ein, beginnt wieder zu rauchen und schläft schließlich mit einer prominenten Fernseh-Köchin, die bei Lew zu Besuch ist. Charlie wird Investor eines Pornofilms namens „Vaginatown“, in dem seine neueste Klientin Daisy mitspielt. Charlies Haus wird währenddessen für eine Szene des Pornofilms verwendet. Der männliche Hauptdarsteller fällt jedoch aus, da er zusammen mit Marcy Kokain konsumierte, weswegen Charlie als „Stuntpenis“ einspringt. Nach einer Schulveranstaltung kommt es zwischen Hank und einer Lehrerin Beccas zum Geschlechtsverkehr. Wie sich herausstellt, ist sie die Mutter von Damien, Beccas Freund. Charlie erfährt in der Zwischenzeit, dass Marcy den gemeinsamen Notgroschen für Kokain ausgegeben hat, und zwingt sie, zu ihrer Mutter zu fahren, um Abstand von den Drogen zu gewinnen. Mia und Lew haben wiederholt gemeinsam Sex, obwohl Hank versucht, gut auf Lew einzureden. Als Karen davon erfährt, stellt sie Lew zur Rede, jedoch verläuft ihr Treffen anders als geplant. Lew versucht, Karen zu einem Date zu überreden, was ihm schließlich auch gelingt.
Hank sucht wiederholt Lews ehemalige Geliebte Janie Jones auf, um mit ihr ein Interview für sein Buch zu führen. Bei beiden Dates bleibt es jedoch bei einem Kuss. Im Anschluss daran treffen sich Hank und Karen und kommen wieder zusammen.
Inzwischen wird „Mias“ Buch veröffentlicht und am Abend wird das in Lew Ashbys Villa gefeiert. Als Charlie erklärt, sich von Marcy trennen zu wollen, um mit Daisy zusammenzuleben, kommt es zum Eklat. Die anschließende Rauferei wird von Hank durch einen Warnschuss mit Lews Pumpgun beendet. Schließlich taucht Janie unerwartet vor Lew Ashbys Villa auf und erklärt sich bereit, Lew wiederzusehen. Diesem fehlt jedoch zunächst der Mut, er schnupft herumliegendes Heroin, das er fälschlicherweise für Kokain hält. Als er sich dann entschließt, Hank zu Janie zu folgen, bricht er zusammen und stirbt an einer Überdosis.
Hank schreibt daraufhin Lews Biografie zu Ende. Karen eröffnet ihm kurz darauf, dass sie einen Job in New York angeboten bekommen hat, Hank aber nicht in ihre Planung einbezieht. Währenddessen bekommt Charlie zunehmend Zweifel, ob seine Entscheidung, sich von Marcy zu trennen, richtig war. Sonjas Kind wird geboren und Hank ist eindeutig nicht der Vater (das Kind ist schwarz). Karen geht nach New York und lässt Rebecca bei Hank.

### Dritte Staffel
Dekan Koons und seine Frau laden Hank zu einem Abendessen mit Freunden ein. Dort trifft Hank auf den Schriftsteller Richard Bates. Weil Bates beim Abendessen dem Alkohol verfällt, woran Hank nicht unschuldig ist, wird Hank an seiner Stelle als Gastdozent im College von Ehepaar Koons angestellt.
Charlie Runkle arbeitet in der Agentur der nymphomanen Sue Collini. Weil Charlie mit Hanks neuem literarischen Werk keinen Erfolg hatte und Marcy das letzte Geld für Kokain ausgegeben hat, ist er pleite. Obwohl seine Ehefrau nach wie vor die Scheidung will, sieht Charlie keine andere Möglichkeit, als bei ihr einzuziehen. Während Marcy beabsichtigt, ihr Eigenheim zu verkaufen, versucht Runkle die Ehe mit Marcy zu retten. Charlie versucht, Rick Springfield für Sue Collinis Agentur zu verpflichten, der jedoch für Marcy so etwas wie ihr Jugendschwarm gewesen ist. Nachdem Rick Springfield bei Runkle nach Kokain verlangt, um die Dreharbeiten überhaupt in Angriff zu nehmen, und er gleichzeitig eine Affäre mit Marcy hat, wird die Zusammenarbeit zwischen Rick und der Agentur beendet.
Während Becca nach New York reist, um ihre Mutter zu besuchen, bekommt Hank einen kurzweiligen Besuch von Zloz, seinem besten Freund aus Jugendtagen.
Nach der neuerlichen Trennung von Karen fällt Hank in seinen gewohnten Lebenswandel zurück. Kaum am College angekommen, beginnt er nahezu zeitgleich mit seiner Assistentin Jill, der Studentin Jackie und sogar mit seiner Vorgesetzten Felicia Koons eine Affäre. Hanks Versuche, die Affären vorzeitig zu beenden, scheitern jedoch. Karen, die zu Besuch kommt und von den Affären erfährt, verzeiht ihm jedoch ein weiteres Mal die Fehltritte. Die beiden beschließen, zusammen zurück nach New York zu gehen.
Marcy und Charlie finden einen potentiellen Käufer für ihr Haus und erhalten die Scheidungspapiere zugestellt. Sue Collini schließt ihre Agentur und engagiert Runkle als Agenten für ihre Memoiren.
In der letzten Folge der Staffel kommt Mia von ihrer Promotiontour zurück. Ihr Agent und neuer Freund Paul erzählt Hank, dass er um die wahre Geschichte hinter „Ficken und Schläge“ wisse. Da Mia unfähig ist, einen eigenen Roman zu schreiben, verlangt er, die Sache öffentlich zu machen, um an der Vermarktung verdienen zu können. Im Gegenzug bekomme Hank „sein“ Buch zurück. Hank geht nicht darauf ein und schlägt ihn mehrmals ins Gesicht. Er fährt zu Karen und gesteht ihr die Geschichte. Karen reagiert hysterisch, und als Hank versucht, sie zu beruhigen, wird er von einer Polizeistreife verhaftet.

### Vierte Staffel
Eine Filmproduktionsfirma aus Hollywood will den Roman „Ficken und Schläge“ verfilmen. Nachdem Hank in der Öffentlichkeit als wahrer Autor des Romans bekannt wird, bekommt er das Angebot, auch das Drehbuch zum Film zu schreiben. Hank wird nach einer kurzen Haft aus dem Gefängnis entlassen. Karen und Becca verwehren ihm wegen seiner Taten den Zutritt zur Wohnung, sodass er nun quasi obdachlos ist. Hank lernt die Schauspielerin Sasha Bingham kennen, welche die Figur der Mia im Film „Ficken und Schläge“ verkörpern soll. Er schläft mit ihr und zieht auch für eine kurze Zeit in dasselbe Hotel ein. Danach quartiert er sich zeitweise bei Marcy und Charlie ein.
Aufgrund seines One-Night-Stands mit Mia, die zu diesem Zeitpunkt (ohne Hanks Wissen) noch minderjährig war, wird Hank der Verführung Minderjähriger angeklagt. Die attraktive Anwältin Abby Rhodes übernimmt seine Verteidigung, ist aber mit Hanks Verhalten überfordert.
Hank unternimmt einen erfolglosen Versuch, sich mit Becca zu versöhnen. Am selben Abend besucht er Sasha Bingham in ihrer Hotelsuite, wo er auf der Toilette ihre Schlaftabletten findet und diese an sich nimmt. Hank konsumiert einige dieser Tabletten zusammen mit Alkohol und schreibt anschließend einen Brief an Becca, in dem er seine Gefühle zum Ausdruck bringt. Der Brief endet mit „Es wird dunkel … Zu dunkel noch etwas zu sehen …“, dann bricht Hank aufgrund einer Überdosis zusammen.
Hank wacht in einem Krankenhaus wieder auf, wo er von Karen besucht wird. Karen glaubt, dass Hank einen Selbstmordversuch unternommen habe. Sie versöhnt sich wieder mit Hank und lässt ihn bei sich einziehen. Hank beichtet Becca, dass er gar keinen Selbstmord begehen wollte, sondern dass es ein Unfall war. Nachdem Karen davon erfährt, wirft sie ihn wieder hinaus. Diese Situation bringt Hank endlich dazu, das Drehbuch zu „Ficken und Schläge“ zu schreiben.
Ein Milliardär namens Zig Semetauer (Fisher Stevens) plant, den Film zu finanzieren. Hank besucht ihn mit Agenten in seiner Villa, um zum Vertragsabschluss nähere Details zu klären. Dort spielt Hank eine Szene des Drehbuchs mit zwei Hostessen vor. Die Szene gefällt dem Milliardär so gut, dass er seine erste Erektion seit zehn Jahren bekommt, die er nicht verschwenden will und ins Bad geht. Dort findet man ihn wenig später tot vor – er erlitt einen autoerotischen Unfall, als er sich mit einem Gürtel beim Masturbieren würgte. Damit scheint die finanzielle Unterstützung des Films unmöglich.
Karen lernt bei einer Probe von Beccas Band Ben, den Vater eines anderen Bandmitglieds (Pearl) kennen. Aus Eifersucht feindet Hank seinen neuen Rivalen Ben an.
Hank wird auf einer Party in einer ungünstigen Situation mit Sasha Bingham und Mia fotografiert:
Während er müde im Bett liegt, greifen ihm die beiden Frauen zum Spaß in die Hose. Als das Foto öffentlich im Internet auftaucht, beendet die Anwältin Abby die Zusammenarbeit mit Hank. Erst Karen kann sie davon überzeugen, Hank noch eine Chance zu geben. Nachdem die Anwältin das Mandat wieder aufnimmt, entwickelt sich  zwischen ihr und Hank eine Affäre.
Stu Beggs, der neue Produzent des Films „Ficken und Schläge“, verabredet sich mittlerweile mit Marcy. Marcy stellt fest, dass sie schwanger ist. Sie ist sich jedoch zunächst unklar darüber, wer der Vater sein könnte, da Charlie aufgrund seiner Vasektomie zunächst ausscheidet. Nachdem Charlie sich versehentlich bei einer Intimrasur selbst verletzt, begibt er sich mit Marcy in ein Krankenhaus. Bei der ambulanten Behandlung erfährt Marcy, dass der Arzt, der Charlies Vasektomie durchgeführt hat, mit hoher Wahrscheinlichkeit gepfuscht hat, sodass Charlie nun doch als Vater des Kindes in Frage kommt. Charlie bekommt dies nicht mit, da er bei der Untersuchung in Ohnmacht gefallen ist. Marcy lässt Stu dennoch weiterhin im Glauben, dass das Kind von ihm sei. Nach dem gescheiterten Verkauf von Charlies und Marcys Haus beginnt Charlie eine Affäre mit der Maklerin Peggy.
Hank bekommt Probleme mit Sasha Bingham, nachdem er mit ihrer Mutter geschlafen hat. Nachdem Hank die Rechnungen für sein Hotelzimmer nicht begleichen kann, zieht er wieder bei Karen und Becca ein. Während Karen zusammen mit Ben ausgeht, passt Hank auf Becca und Pearl auf. Während Hank abends schläft, stehlen die beiden Kinder seinen Porsche und werden in einen Unfall mit Totalschaden verwickelt. Hank kauft sich daraufhin vom Honorar für das Filmdrehbuch einen neuen Porsche, dem er als Erstes einen Scheinwerfer einschlägt um ihm das Aussehen seines alten Wagens zu verleihen.
Bei Hanks Gerichtsverhandlung kommt heraus, dass er Mia schon vor dem Abend, an dem sie gemeinsam Sex hatten, bereits einmal gesehen hat. Hank war dabei jedoch so betrunken, dass er weder Mia richtig gesehen hat, noch sich an dieses Treffen erinnern konnte.
Es stellt sich zudem heraus, dass Hank aus Rache Sex mit der Frau des Regisseurs hatte, der sein Buch entgegen seinen Vorstellungen verfilmt hat. Daher entsteht der Eindruck, dass Hanks Techtelmechtel mit Mia ebenfalls nur von dem Rachemotiv bestimmt war, ihrem Vater Bill eins auszuwischen. Mia bestätigt zwar noch einmal, dass Hank sie nicht kannte, da er bei ihrem ersten Zusammentreffen zu betrunken war, um sich an sie zu erinnern. Trotzdem wird Hank vom Gericht schuldig gesprochen.
Bevor am letzten Verhandlungstag das endgültige Strafmaß verkündet wird, richten Karen, Charlie, Marcy und Becca eine Überraschungsparty für Hank aus, bei der sie in Erinnerungen schwelgen und Hank und Karen ein „letztes Mal“ miteinander schlafen, da sie davon ausgehen, dass Hank zu einer mehrjährigen Haftstrafe verurteilt werden wird. Hank wird schließlich vom Gericht nur zu drei Jahren auf Bewährung, Sozialarbeit und zu einer Geldstrafe von 25.000 $ verurteilt, weil die Richterin nicht davon ausgeht, dass Hank den Geschlechtsverkehr mit Mia aus Bosheit vollzogen hat.
Auf einer Party in Stus Haus feiern Hank, Abby, Karen, Ben, Charlie und seine neue Freundin Peggy, Stu, Marcy, Eddie Nero (Rob Lowe), Sasha Bingham und der Regisseur den Beginn der Dreharbeiten von „Ficken und Schläge“. Hank erscheint mit Abby, reagiert dennoch erneut mit Eifersucht, nachdem er Karen zusammen mit Ben sieht. Im Verlauf des Abends gesteht Charlie vor allen Anwesenden, dass er Marcy noch liebt. Peggy reagiert daraufhin wütend und rammt Charlie ein Messer in die Hand, worauf diese von Marcy attackiert wird. Außerdem deckt Marcy nun auf, dass Charlie höchstwahrscheinlich der Vater ihres Kindes ist, worauf Stu sehr geschockt ist. Kurz darauf offenbart Karen Hank, dass sie und Ben zusammen mit den Kindern einen mehrmonatigen Roadtrip unternehmen wollen. Nachdem sich der gesamte Streit gelegt hat, wandert Hank betrunken am Rand von Stus Swimmingpool umher. Er stürzt, schlägt sich den Kopf an und versinkt ohnmächtig im Wasser. Ben zieht ihn aus dem Wasser und rettet ihm so das Leben. Hank und Ben vertragen sich anschließend. Am nächsten Tag verabschiedet sich Becca vor Antritt des Roadtrips von ihrem Vater.
Am Ende der Staffel besucht Hank das Filmset, welches seiner gemeinsamen Wohnung mit Karen nachempfunden ist. Er schläft anschließend mit der Schauspielerin, die Karen darstellen soll.

### Fünfte Staffel
Fast drei Jahre nach den Ereignissen der vierten Staffel hat sich vieles geändert. Hank ging zurück nach New York und schrieb „Californication“, ein erfolgreiches Buch über sein Leben in L.A. Als seine Freundin Carrie eine langfristige, ernste Beziehung will, nimmt er ein Angebot von Charlie an und flüchtet nach L.A. Später erfährt Hank, dass sein Apartment in New York von Carrie in Brand gesteckt wurde.
Karen hat mit ihrem ehemaligen Professor Richard Bates eine ältere, reifere Version von Hank geheiratet. Hanks Tochter Becca hat einen neuen Freund namens Tyler, eine jüngere Ausgabe von Hank. Bates und Hank können ihn von Anfang an nicht leiden. Marcy ist mit Stu verheiratet, außerdem hat sie mit Charlie einen Sohn namens Stuart, der zweieinhalb ist, aber bisher nicht spricht. Charlie schafft es, mit seiner hundertsten Frau zu schlafen, sehnt sich aber wieder nach einer echten Beziehung und beginnt eine Affäre mit dem neuen Kindermädchen Lizzie. Dies führt mehrmals zu Streitigkeiten mit Marcy. Später wird die Beziehung dadurch belastet, dass Lizzie Oralverkehr mit Stu hat, um eine Rolle in Samurai Apocalypses Film zu erhalten.
Im Flugzeug hatte Hank Kali kennengelernt und war beim Küssen mit ihr gestört worden. Bei einer neuen Begegnung stellt sich heraus, dass Kali die Freundin von Samurai Apocalypse ist, für den Hank ein Drehbuch verfassen soll. Samurai umwirbt ihn und lässt Tyler zusammenschlagen, nachdem Hank Tyler beim Küssen mit einer Anderen erwischt. Da Samurai Kali vernachlässigt, schläft sie zweimal mit Hank.
Carrie schafft es, Hank in L.A. aufzustöbern, verlässt ihn aber, als sie realisiert, dass er Karen immer noch liebt.
Hank kann zunächst vertuschen, dass er hinter dem Anschlag auf Tyler steckt. Ihre gemeinsame Liebe zu Becca bringt die beiden Männer einander schließlich näher. Richard Bates ist der Leidtragende dieser neuen Freundschaft: Nachdem Becca von Bates’ Trinksucht erzählt hat, gibt Tyler diesem heimlich Alkohol. Bates läuft nackt durch die Stadt und beendet seine Abstinenz. Als er nach einer Sauftour seinen Ehering nicht mehr findet, versucht Hank ihn zu decken und gibt eine Prostituierte, mit der Bates geschlafen hat, als seine eigene Freundin aus. Trotzdem wird Bates von Karen aus dem Haus geworfen und beginnt einen neuen Entzug, während Hank in seinem Haus wohnt.
Als herauskommt, wer Tyler zusammengeschlagen hat, ist das Verhältnis zwischen Hank und seiner Familie belastet. Hank liest Becca zuliebe ein Skript von Tyler und entdeckt dessen literarische Qualitäten. Ungeachtet seiner Proteste nimmt Charlie Tyler unter Vertrag. Ein Blowjob der Hauptdarstellerin der aktuellen Filmproduktion führt dazu, dass Hank von Stu gefeuert und durch Tyler ersetzt wird, weswegen Hank seinerseits Charlie feuert. Nachdem Bates aus der Entzugsklinik heimkehrt und Hank aus dem Haus wirft, beschließt Hank, nach New York zurückzukehren.
Eine Überraschungsparty für Hank in Charlies Haus setzt die Konflikte in Gang. Lizzie bläst Stu erneut und Hank erwischt Bates mit dessen AA-Sponsor beim Oralverkehr. Tyler verschwindet mit Kali im Badezimmer, Hank erwischt die beiden und schlägt Tyler.
Am nächsten Tag löst Bates seine Ehe mit Karen, um wieder frei zu sein, während sie und Hank wieder zueinander finden. Tyler macht Becca einen Heiratsantrag, den diese annimmt. Am Filmset kann Hank verhindern, dass Samurai Tyler wegen Kali erschießt. Nachdem Hank sein Verhältnis mit Kali beichtet, schießt Samurai auf ihn, Charlie wirft sich in die Flugbahn und bekommt einen Streifschuss ab. Dies stellt die Freundschaft mit Hank wieder her, während Marcy Stu verlässt als sie von den beiden Blowjobs erfährt. Marcys und Charlies Sohn spricht sein erstes Wort: „Blowjob“.
Auf dem Heimweg zu Karen macht Hank bei Charlies Wohnung Halt. Dort stößt er auf Carrie, die sich und ihn mit Tabletten vergiftet.

### Sechste Staffel
Hank überlebt die Überdosis, doch Carrie stirbt daran. Da Hank mit seinen Schuldgefühlen, für Carries Tod verantwortlich zu sein, nicht umgehen kann, ertränkt er seinen Schmerz in Alkohol. Der Rockstar Atticus Fetch möchte aus Hanks Roman „God Hates Us All“ ein Broadway-Musical machen, wovon Hank jedoch nicht begeistert ist. Nachdem Hank sich mit seiner Familie versöhnt hat, besucht er eine Entzugsklinik. Hank freundet sich mit der Mitbewohnerin Faith an, die als Groupie und Muse nach dem Tod eines befreundeten Musikers in der Klinik eine Auszeit nimmt, und begleitet sie zu dessen Beerdigung, wo er erneut auf Atticus trifft. Währenddessen erhält Karen von Atticus’ Ehefrau Natalie den Auftrag, als Innenarchitektin deren Haus umzugestalten.
Charlie lernt in Hanks Entzugsklinik den Schauspieler Robbie Mac kennen und gibt sich als homosexuell aus, um ihn als neuen Klienten zu gewinnen. Robbie Mac interessiert sich für ein Remake des 1970er Jahre Filmes „Cruising“. Hank wird als Autor engagiert. Als Charlie zugibt, dass er ihn über seine angebliche Homosexualität angelogen hat, wird er von Robbie gefeuert und das Filmprojekt abgesagt. Zudem wird er als Agent von seiner Firma entlassen. Charlie und Hank wenden sich wieder dem Projekt mit Atticus Fetch zu. Charlie wird Atticus’ Manager; zwischen Hank und Faith entwickelt sich eine Affäre.
Unterdessen entdeckt Becca ihren Drang, selbst Autorin zu werden, was Hank große Probleme bereitet. Sie bricht das College ab und möchte ihre eigenen Erfahrungen sammeln, unter anderem auch mit Drogen und Sex. Sie verfasst ihren ersten Roman, lässt ihren Vater den Erstentwurf lesen und erhält von ihm ein schlechtes Feedback. Eine noch schlechtere Kritik erhält Hank von Atticus für seinen Entwurf des Broadway-Musicals. Die Überarbeitung hingegen findet Anklang, auch Eddie Nero soll Teil des Projektes werden. Als Atticus in der Entzugsklinik landet, geschieden werden soll und das Musical-Projekt abbrechen will, wird er von Hank überredet weiterzumachen.
Marcy will sich mit Hilfe der männerfeindlichen Schriftstellerin Ophelia Robbins der Männerwelt entsagen. Ihre Ehe mit Stu scheitert trotz dessen hartnäckiger Bemühungen, und sie wendet sich wieder an Charlie zu. Ophelia, die Gefallen an Marcy gefunden hat, ist von Marcys Verhalten so sehr enttäuscht, dass sie diese mit einem Elektroschocker überwältigt und bei sich zu Hause festhält. Charlie, der Marcy zur Hilfe kommen will, wird ebenfalls von Ophelia überwältigt. Bevor sie sich aus der Gefangenschaft befreien können, gestehen Marcy und Charlie einander, dass sie sich noch immer lieben, und beschließen, zum zweiten Mal zu heiraten.
Becca fasst den Entschluss, zusammen mit ihrem neuen Freund Ross eine Auslandsreise als Inspiration für ihre Schriftstellerei anzutreten. Nach Beccas Abreise bekommt Hank das Angebot, Atticus auf dessen Konzerttour zu begleiten, wobei auch Faith Teil der Crew wäre. Charlie und Marcy heiraten im Rahmen des ersten Konzerts auf Atticus’ Tour, wobei Atticus als Offiziant fungiert. Hank verpasst die Gelegenheit, Karen ebenfalls einen Heiratsantrag zu machen, und tritt stattdessen die Tour an. Schon nach kurzer Zeit realisiert er, dass er Faith verlassen und die Tour abbrechen muss, um zu Karen nach L.A. zurückzukehren.

### Siebte Staffel
Hank versucht, sich wieder mit Karen zu versöhnen. Gleichzeitig verpflichtet er sich als Autor für die Fernsehserie „Santa Monica Cop“ des Produzenten Rick Rath. Ein Junge namens Levon nimmt unter dem Vorwand eines Schulinterviews Kontakt zu Hank auf. Dieser gibt sich als Hanks Sohn aus einer Affäre mit Julia, vor seiner Zeit mit Karen, zu erkennen. Hank verschafft Levon ebenfalls einen Job am Filmset für Santa Monica Cop. Julia arbeitet in einer Zahnarztpraxis, hegte allerdings immer den Wunsch Schauspielerin zu werden. In der Folge entwickelt der Produzent Rath Interesse für Levons Mutter Julia, während Levon versucht, bei Raths Assistentin zu landen. Gleichzeitig  nähern sich Julia und Hank wieder einander an und Hank scheint an dem Leben mit seiner „neuen“ Familie Gefallen zu finden.
Als Karen von Hanks zweiter Familie erfährt, macht sie Hank klar, dass dies das Ende jeder Beziehung zwischen ihnen beiden ist. Das ändert sich, als Karen einen Autounfall erleidet. Als Hank von dem Unfall erfährt, macht er sich auf den Weg zum Krankenhaus. Während Marcy, Charlie und Hank auf eine Nachricht über Karens Gesundheitszustand warten, suggeriert der Einblick in Hanks Gedanken, dass die Beziehung zu Karen schon immer von Hoch und Tiefs geprägt war, sie jedoch seine wahre Liebe ist. Diese Einsicht wird durch ein Gespräch mit der Pastorin der Krankenhauskapelle verstärkt. Als der Stationsarzt Informationen über Karens Gesundheitszustand überbringt, darf Hank, der sich als Ehemann ausgibt, zu ihr. Karen gibt ihm jedoch zu verstehen, dass dies nichts zwischen ihnen ändern werde. Nachdem Karen wieder genesen ist, lädt Hank sie zu einem Dinner ein, das in Charlies Wohnung stattfindet. Dort kommt Romantik zwischen den beiden auf, die durch die Ankunft von Julia und anderen abrupt endet. Als Becca von ihrer Reise zurückkommt und Hank die Kunde ihrer bevorstehenden Hochzeit in New York überbringen möchte, erfährt sie von Hanks zweiter Familie. Daraufhin ist sie erneut enttäuscht von Hank. Nicht nur, dass er ihr seine zweite Familie verschwiegen hat, sondern auch, dass seine Reaktion bezüglich ihrer Hochzeit sehr negativ ausfällt.
Charlie macht seine erektile Dysfunktion zu schaffen. Er und Marcy haben finanzielle Probleme, weshalb Stu ihnen eine Million Dollar bietet, um nochmals mit Marcy zu schlafen. Das Angebot stiftet Unfrieden in ihrer Ehe, trotzdem beschließen Marcy und Charlie, es anzunehmen. Im Gegenzug darf Charlie mit einer anderen Frau schlafen. Beiden ist anzumerken, dass sie sich mit der Situation nicht wohl fühlen.
Die Serie endet damit, dass Hank versucht, alle Angelegenheiten zu regeln. Seinem Sohn Levon erteilt er Ratschläge, die diesem helfen sollen, eine normale Beziehung zu führen. Ebenso lockt er unter einem Vorwand Rick und Julia zu einem gemeinsamen Date. Charlie wird von ihm dazu gebracht, Marcy aus Stus Haus zurückzuholen. Beide behalten die Million und ziehen in Hanks ehemalige Wohnung. Hank schreibt einen Brief an Karen, in dem er ihr seine Gefühle offenbart, da ihm das auf diese Weise leichter fällt. Diesen Brief möchte er Karen auf dem Flug nach New York geben. Bevor Hank den Flug antritt, lässt er seinen Porsche, der nicht mehr anzuspringen scheint, in der Nähe des Flughafens stehen. Im Flugzeug übergibt er Karen seinen Brief, die diesen nicht lesen möchte. Aus diesem Grund trägt Hank ihn vor allen Reisegästen laut vor. Im Outro küssen sich Karen und Hank.

## Figuren

### Hauptfiguren
Henry „Hank“ James Moody
ist die Hauptfigur der Serie. Er ist Ende 30 und lebt allein in seinem Apartment in Los Angeles. Hank würde am liebsten wieder mit seiner Familie zusammenleben, wohingegen Karen Zuflucht bei Bill und einer scheinbar soliden Beziehung sucht. Seine Versuche, sie zurückzugewinnen, schlägt sie konsequent aus, und Hank kompensiert seinen Frust darüber und über seine schriftstellerische Unproduktivität mit zahllosen Affären und One-Night-Stands.
Karen Van Der Beek
ist Hanks ehemalige Freundin, die ihn verließ, da er sich zu selten um seine Familie kümmerte. Sie übt den Beruf einer Architektin aus. Ihren Verlobten Bill lernte sie auch durch ihre Arbeit kennen: Bill engagierte sie für die Planung eines neuen Hauses. Während der Arbeiten um das Gebäude verliebte sich Bill in Karen.
Rebecca „Becca“ Moody
ist Hanks Tochter. Sie hört gerne Rockmusik und ist selbst Bandleaderin einer Gruppe. Im Verlauf der Handlung durchlebt sie die Pubertät und das Erwachsenwerden.
Mia Lewis (a.k.a. Mia Cross)
ist Bills Tochter. In der ersten Folge schläft sie mit Hank, den sie später mit der Tatsache erpressen will, mit einer Minderjährigen geschlafen zu haben. Später stiehlt sie eine Kurzgeschichte und ein Manuskript von Hank, ihrem erklärten Lieblingsautor, um in der Schule und als Autorin Erfolg zu haben. Sie baut eine zarte Freundschaft zu Becca auf und scheint sehr unter dem frühen Tod ihrer Mutter gelitten zu haben.
Charles „Charlie“ Wolfgang Runkle
ist Hanks bester Freund und zugleich sein Agent. Hank feuert ihn alle 90 Tage, weil sie sich über das ungeschriebene nächste Buch streiten. Er hat selbst große private Probleme mit seiner Frau Marcy, die ihn als sexuell zu träge bezeichnet. Im Verlauf der ersten Staffel beginnt Charlie eine Affäre mit seiner Sekretärin Dani. Da Marcy sexuell immer noch unbefriedigt ist, schlägt sie einen „flotten Dreier“ ausgerechnet mit Dani vor, um die Beziehung neu anzuheizen. Schließlich verlässt Marcy Charlie und beginnt eine Beziehung mit Dani, kehrt jedoch schließlich wieder zu Charlie zurück. In der zweiten Staffel wird Charlie durch eine Intrige von Dani gefeuert. Er macht sich selbständig und nimmt das Pornosternchen Daisy gegen deren Willen unter seine Fittiche. Er finanziert einen ihrer Filme, um ihre Karriere zu retten, und wird durch Zufall sogar zum Darsteller.
Marcy Ellen Runkle
ist die Frau von Charlie. Sie ist Besitzerin eines Schönheitssalons und entwickelt ab der zweiten Staffel eine Kokain-Abhängigkeit, die ihre Ehe mit Charlie stark belastet. Daisy ist eine ihrer Kundinnen. In der dritten Staffel wird die Ehe mit Charlie geschieden, und beide leben fortan in einer offenen Beziehung. In der vierten Staffel wird Marcy von Charlie schwanger, lässt sich von ihm scheiden und geht eine Ehe zu dem Filmproduzenten Stu Beggs ein. Diese scheitert aber, so dass Marcy und Charlie am Ende der sechsten Staffel erneut heiraten.

### Nebenfiguren (Auswahl)
William „Bill“ Lewis
ist während der ersten Staffel Karens Verlobter. Er ist Besitzer eines großen Verlags, dem auch das „Hell-A Magazine“ gehört, für das Hank einen Blog schreibt. Im Gegensatz zu Hank führt er ein gesichertes und geordnetes Leben und ist auch charakterlich eher ein besonnener Typ. Er verlor die Mutter seiner Tochter Mia durch eine Krankheit und war aufgrund seiner allzu ruhigen Art nicht fähig, eine tiefe Bindung zu seiner Tochter aufzubauen. Dennoch ist er für sie da und liebt überdies Karen aufrichtig. In der vierten Staffel sagt er im Zuge des Gerichtsverfahrens gegen Hank als Belastungszeuge aus.
Lew Ashby
ist ein Musikproduzent, den Hank zu Beginn der zweiten Staffel auf einer Party kennenlernt. Im Gefängnis begegnen sie einander wieder, und Ashby schlägt Hank vor, dass er eine Biografie über ihn schreibt. Sie freunden sich an und Hank zieht nach einem Streit mit Karen bei ihm ein. Schließlich stirbt Ashby an einer Überdosis.
Abby Rhodes
ist während der vierten Staffel Hanks Anwältin, die ihn vor Gericht gegen die Anschuldigungen wegen Verführung Minderjähriger verteidigt. Im späteren Verlauf beginnt Hank eine Affäre mit ihr.

## Besetzung

### Hauptbesetzung
| Rollenname            | Schauspieler      | Hauptrolle (Staffeln) | Gastrolle (Staffeln) | Deutsche Synchronsprecher |
| --------------------- | ----------------- | --------------------- | -------------------- | ------------------------- |
| Hank Moody            | David Duchovny    | 1–7                   |                      | Benjamin Völz             |
| Karen van der Beek    | Natascha McElhone | 1–7                   |                      | Claudia Lehmann           |
| Rebecca „Becca“ Moody | Madeleine Martin  | 1–6                   | 7                    | Jodie Blank               |
| Mia Lewis             | Madeline Zima     | 1–2                   | 3–4                  | Luise Helm                |
| Charlie Runkle        | Evan Handler      | 1–7                   |                      | Oliver Mink               |
| Marcy Runkle          | Pamela Adlon      | 1–7                   |                      | Vera Teltz                |

### Nebenbesetzung
| Rollenname               | Schauspieler         | Gastrolle (Staffeln) | Deutsche Synchronsprecher |
| ------------------------ | -------------------- | -------------------- | ------------------------- |
| Bill Lewis               | Damian Young         | 1, 4                 | Torsten Michaelis         |
| Meredith                 | Amy Price-Francis    | 1                    | Melanie Hinze             |
| Sandy Carr               | Camille Langfield    | 1, 4                 | Irina von Bentheim        |
| Sonja                    | Paula Marshall       | 1–2                  | Schaukje Könning          |
| Dani                     | Rachel Miner         | 1–2                  | Anja Stadlober            |
| Trixie                   | Judy Greer           | 1–2, 4–5             | Tanja Geke                |
| Todd Carr                | Chris Williams       | 1, 4                 |                           |
| Nikki Mandel             | Kathy Christopherson | 1                    |                           |
| Jonathan Mandel          | Robert Merrill       | 1                    |                           |
| Julian                   | Angus MacFadyen      | 2                    | Peter Reinhardt           |
| Lew Ashby                | Callum Keith Rennie  | 2, 5–6               | Lutz Schnell              |
| Daisy                    | Carla Gallo          | 2–3                  | Sonja Spuhl               |
| Janie Jones              | Mädchen Amick        | 2                    | Christin Marquitan        |
| Damian                   | Ezra Miller          | 2                    |                           |
| Felicia Koons            | Embeth Davidtz       | 3                    | Arianne Borbach           |
| Dekan Stacy Koons        | Peter Gallagher      | 3                    | Hans-Jürgen Dittberner    |
| Chelsea Koons            | Ellen Woglom         | 3                    | Kaya Marie Möller         |
| Jill Robinson            | Diane Farr           | 3                    | Claudia Urbschat-Mingues  |
| Jackie                   | Eva Amurri           | 3                    | Luisa Wietzorek           |
| Sue Collini              | Kathleen Turner      | 3                    | Ingrid van Bergen         |
| Rick Springfield         | Rick Springfield     | 3                    | Thomas Petruo             |
| Richard Bates            | Jason Beghe          | 3, 5–6               | Klaus-Dieter Klebsch      |
| Peter Fonda              | Peter Fonda          | 3                    | Frank Glaubrecht          |
| Abby Rhodes              | Carla Gugino         | 4                    | Judith Brandt             |
| Stu Beggs                | Stephen Tobolowsky   | 4–7                  | Stefan Staudinger         |
| Sasha Bingham            | Addison Timlin       | 4                    | Anne Helm                 |
| Eddie Nero               | Rob Lowe             | 4–7                  | Martin Kautz              |
| Ben                      | Michael Ealy         | 4                    | Jan-David Rönfeldt        |
| Pearl                    | Zoë Kravitz          | 4                    |                           |
| Zig Semetauer            | Fisher Stevens       | 4                    | Florian Krüger-Shantin    |
| Lloyd Alan Philips Jr.   | Alan Dale            | 4                    | Kaspar Eichel             |
| Tommy Lee                | Tommy Lee            | 4                    |                           |
| Peggy                    | Melissa Stephens     | 4                    | Tanya Kahana              |
| Mutter von Sasha Bingham | Callie Thorne        | 4                    |                           |
| Samurai Apocalypse       | RZA                  | 5                    | Tommy Morgenstern         |
| Kali                     | Meagan Good          | 5                    | Julia Kaufmann            |
| Tyler                    | Scott Michael Foster | 5                    | Leonhard Mahlich          |
| Carrie                   | Natalie Zea          | 5–6                  | Ulrike Stürzbecher        |
| Lizzie                   | Camilla Luddington   | 5                    | Nicole Hannak             |
| Gabriel                  | Patrick Fischler     | 5–6                  | Rainer Fritzsche          |
| Faith                    | Maggie Grace         | 6                    | Magdalena Turba           |
| Atticus Fetch            | Tim Minchin          | 6                    | Julien Haggège            |
| Krull                    | Steve Jones          | 6–7                  |                           |
| Ophelia                  | Maggie Wheeler       | 6                    | Katrin Zimmermann         |
| Levon                    | Oliver Cooper        | 7                    | Patrick Baehr             |
| Rick Rath                | Michael Imperioli    | 7                    | Axel Malzacher            |
| Julia                    | Heather Graham       | 7                    | Katrin Fröhlich           |
| Goldie                   | Mary Lynn Rajskub    | 7                    | Susanne Geier             |
| Melanie                  | Tara Holt            | 7                    | Maria Hönig               |
| Hashtag                  | Brandon T. Jackson   | 7                    | Roman Wolko               |

## Ausstrahlung

### Vereinigte Staaten
Die Serie wurde erstmals am 13. August 2007 auf dem Kabelsender Showtime ausgestrahlt. Nach der Ausstrahlung der ersten Folgen gab Showtime Anfang September 2007 die Produktion einer zweiten Staffel mit erneut zwölf Episoden bekannt, die vom 28. September bis zum 14. Dezember 2008 ausgestrahlt wurde. Im Dezember 2008 gab Showtime bekannt, dass die Serie eine dritte Staffel erhalten wird. Die Ausstrahlung der dritten Staffel war in den USA vom 27. September bis zum 13. Dezember 2009 zu sehen. Schon kurz nach dem Start der dritten Staffel im September 2009 hat Showtime eine vierte Staffel in Auftrag gegeben. Für die vierte Staffel wurden wieder 12 Episoden bestellt. Die vierte Staffel war vom 9. Januar bis zum 27. März 2011 in den USA zu sehen. Showtime verlängerte die Serie, nach nur einer ausgestrahlten Folge, am 14. Januar 2011 um eine fünfte Staffel, die zwischen dem 8. Januar und dem 1. April 2012 ausgestrahlt wurde.
Anfang Februar 2012 gab Showtime die Produktion einer sechsten Staffel bekannt. Sie war vom 13. Januar 2013 bis zum 8. April 2013 auf Showtime zu sehen. Ende Januar 2013 gab Showtime die Verlängerung um eine siebte Staffel bekannt, mit der die Serie beendet werden soll. Die Ausstrahlung der siebten Staffel begann am 13. April 2014 und endete am 29. Juni 2014.

### Deutschland
In Deutschland startete die Serie am 14. Mai 2008 auf dem Sony-Pay-TV-Sender AXN. Ab dem 1. August 2009 wurde die zweite Staffel auf AXN ausgestrahlt. Die dritte Staffel war ab dem 19. August 2010 auf AXN als deutsche Erstausstrahlung zu sehen. Die vierte Staffel zeigte AXN ab 13. Oktober 2011 und die fünfte ab dem 24. Januar 2013 jeweils als Deutschlandpremiere. Die sechste Staffel strahlte AXN ab dem 13. Februar 2014 jeweils donnerstags in Doppelfolgen aus. Die finale siebte Staffel zeigte AXN ab 14. Oktober 2014 jeweils dienstags in Doppelfolgen.
Im deutschen Free-TV sendete RTL II die erste Staffel zwischen dem 29. September und dem 16. Dezember 2008 in der Montags-Primetime. Die zweite Staffel wurde ab dem 30. Juli 2010 freitags in Blöcken von je vier Folgen gezeigt, im Verlauf der Ausstrahlung wurden die Folgen, um höhere Quoten zu erzielen, immer weiter in die Nacht verlegt. Die dritte Staffel wurde am Stück am späten Abend des 17. Mai und in der Nacht zum 18. Mai 2012 durch RTL 2 ausgestrahlt. Dabei erreichte sie im Schnitt lediglich 4,0 Prozent in der werberelevanten Zielgruppe. Die komplette vierte Staffel war in der Nacht vom 7. auf den 8. Februar 2013 auf dem Free-TV-Sender RTL 2 zu sehen. Über ein Jahr später wurde die komplette fünfte Staffel an zwei Tagen in den Nächten des 13. und 14. August 2014 bei RTL 2 ausgestrahlt. Wenig später folgte die sechste Staffel vom 2. auf den 3. Oktober 2014 beim gleichen Sender. In der Nacht vom 18. auf den 19. Juni 2015 war die letzte Staffel auf RTL 2 zu sehen.

### Schweiz
Als erster deutschsprachiger Free-TV-Sender zeigte SRF zwei vom 10. Juli bis zum 26. September 2008 die erste Staffel. SRF zwei zeigte die zweite Staffel ebenfalls als Free-TV-Premiere zwischen dem 6. August und dem 22. Oktober 2009. Die dritte Staffel wurde ab dem 25. November 2010 als Free-TV-Premiere und im Zweikanalton ausgestrahlt.

### Österreich
Der ORF 1 zeigte die erste Staffel zwischen dem 5. September und dem 10. Oktober 2008 exklusiv im Zweikanalton (deutsch, englisch). ORF 1 strahlte die zweite Staffel ab dem 13. Juli 2010, die dritte Staffel ab 8. August 2011 aus. Seit 2011 strahlt auch ATV die Serie aus.

## DVD-Veröffentlichung
| Staffel   | Vereinigte Staaten | Großbritannien     | Deutschland/Österreich/Schweiz |
| --------- | ------------------ | ------------------ | ------------------------------ |
| Staffel 1 | 17. Juni 2008      | 16. Juni 2008      | 10. September 2009             |
| Staffel 2 | 25. August 2009    | 10. August 2009    | 7. Oktober 2010                |
| Staffel 3 | 9. November 2010   | 7. Februar 2011    | 7. Juli 2011                   |
| Staffel 4 | 1. November 2011   | 13. Februar 2012   | 5. April 2012                  |
| Staffel 5 | 18. Dezember 2012  | 16. September 2013 | 4. April 2013                  |
| Staffel 6 | 25. März 2014      | 14. April 2014     | 7. Mai 2014                    |
| Staffel 7 | 5. August 2014     | 18. August 2014    | 18. Dezember 2014              |

Alle Staffeln haben in Deutschland eine Freigabe ab 18 erhalten.

## Produktion

### Serientitel
Der Titel „Californication“ ist ein aus „California“ (engl. für Kalifornien), dem Schauplatz der Handlung, und dem Wort „Fornication“ (dt. Unzucht) gebildetes Kofferwort. Sowohl das Musikalbum Californication der Band Red Hot Chili Peppers als auch der Serientitel spielen damit auf die als kaputt-verkommen verrufene Lebensweise im Westküstenstaat an. Ferner bezeichnet der Ausdruck den Zuzug kalifornischstämmiger Amerikaner in die umliegenden Bundesstaaten.

### Kontroverse mit den Red Hot Chili Peppers
Californication ist auch der Titel des bisher erfolgreichsten Albums der Red Hot Chili Peppers, was bei der Band für Einspruch gegen den Serientitel sorgte. Frontmann Anthony Kiedis betrachtet die Lage wie folgt:

„Californication ist das Album der Band überhaupt. Wir haben davon immerhin 14 Millionen Stück verkauft und einen Grammy gewonnen. Sich einfach den Titel unseres Albums zu schnappen und damit irgendeine Fernsehserie zu machen und uns unserer Identität zu berauben, ist einfach nicht richtig.“

 Allerdings wurde der Begriff Californication von den Red Hot Chili Peppers nicht als Marke geschützt. Der Name Californication geht auf einen Artikel des Magazins Time aus dem Jahr 1972 zurück. Dies war auch ein Argument von Showtime Networks in dem damit verbundenen Rechtsstreit.

### Romane der Serienfigur
Die Titel, die Hank Moodys Bücher tragen („South of Heaven“, „Seasons in the Abyss“ und „God Hates Us All“), sind Alben-Titeln der US-Thrash-Metal-Band Slayer entliehen.
Am 15. September 2009 veröffentlichte Simon Spotlight Entertainment Moodys Roman aus Californication God Hates Us All, das mit Hank Moody als Autor verkauft wird.

## Musik
Die Titelmusik für Californication ist ein Lied, das von Tyler Bates und Tree Adams komponiert wurde. Die Gitarre spielt dabei eine übergeordnete Rolle, da es auch das Instrument ist, auf das in der Serie mehrmals Bezug genommen wird. Hanks Tochter Becca spielt in einer Folge Gitarre auf der Straße. In einer anderen Folge kauft er für sie eine Gitarre von einem Verkäufer, der von Zakk Wylde gespielt wird.

## Rezeption

### Kritik
Barbara Gärtner bezeichnete Californication in der Süddeutschen Zeitung als großartig, finster, lustig und so kaputt-verkommen wie Los Angeles.
Claudius Seidl schrieb für die Frankfurter Allgemeine Sonntagszeitung, Californication verhalte sich zur Filmgeschichte von Los Angeles so, „wie sich die Sopranos zum Paten oder zu Goodfellas verhalten: Man zitiert daraus und beschwört die Größe, schon weil man die Bibel vergessen und Shakespeare nie gelernt hat.“ Weiter hieß es, „das Missverständnis, wonach Californication bloß das Porträt eines attraktiven Mannes mit einer ziemlich coolen Form der Verzweiflung sei, genau das ist die Ursache dafür, dass die Serie, außer der Coolness und der Sophistication auch Wahrheit und Tiefe hat“.
Harald Keller schätzte in der Frankfurter Allgemeinen Zeitung besonders Hank Moodys freche Sprüche als „unglaublich geistreich“, was – auch wenn man nicht jeden Verweis verstehen müsse – die nur mäßig originelle Grundkonstellation wettmache:

„Denn die anfängliche Eindimensionalität dient der Verlockung, um Episode um Episode neue Facetten der Hauptfiguren zu offenbaren, wobei sich selbst der verbitterte Buhmann Hank Moody einsichtig zeigt. Durchweg erhalten bleiben die kulturellen Verweise. Ob Hommes de lettres, Headbanger oder Kintoppfanatiker – viele kommen zu ihrem Recht.“

### Auszeichnungen und Nominierungen
Golden Globe Awards
- 2008: Bester Hauptdarsteller in einer Comedyserie – David Duchovny
- 2008: Nominiert für Beste Comedyserie
- 2009: Nominiert für Beste Comedyserie
- 2009: Nominiert für Bester Hauptdarsteller in einer Comedyserie – David Duchovny
- 2010: Nominiert für Bester Hauptdarsteller in einer Comedyserie – David Duchovny
- 2012: Nominiert für Bester Hauptdarsteller in einer Comedyserie – David Duchovny

Emmy
- 2008: Beste Kinematographie einer halbstündigen Serie – „Eine verhängnisvolle Affäre“
- 2008: Nominiert für Bestes Casting einer Comedyserie
- 2009: Beste Kinematographie einer halbstündigen Serie – „Sprung ins Ungewisse“
- 2009: Nominiert für Bestes Casting einer Comedyserie

Satellite Award
- 2008: Nominiert für Bester Hauptdarsteller in einer Comedyserie – David Duchovny

Screen Actors Guild Award
- 2009: Nominiert für Bester Darsteller in einer Comedyserie – David Duchovny

Sonstige
- 2008: BAFTA TV Award – Nominiert für die Beste Internationale Serie
- 2008: Eddie Award – Nominiert für die Beste halbstündige Serie